# 長根公園
座標: 北緯40度30分37秒 東経141度28分54秒 / 北緯40.51028度 東経141.48167度
長根公園（ながねこうえん）は、青森県八戸市にある都市公園（運動公園）である。

## 概要
総面積は17.13ha。八戸市体育館、八戸市民プール、スピードスケートリンク、アイスホッケーリンク、長根野球場、長根運動場、桜木町グラウンド、八戸市相撲場、八戸市武道館、八戸市弓道場が所在する。
現在、運動公園内の施設の老朽化が進んでおり、青森県立屋内スケート場の建設と同時進行で施設の再編についても、八戸市を中心として議論されている。

## 歴史
藩政時代、この周辺一帯は溜池だった。
- 1939年（昭和14年） - 城下耕地整理組合により転用された農地を買収し、総合運動場の整備を決定した。この時は建設までは至らず再び農地に転用された。
- 1948年（昭和23年） - 自作農創設特別措置法の施行に合わせて当時の農林省により買収された土地をさらに買収し、八戸市都市計画公園の用地に決定した。
- 1950年（昭和25年） - スケート場が完成し、長根公園（通称は旧八戸公園）が発足した。
- 1958年（昭和33年） - 八戸市児童遊園地が民間運営により開業した。
- 1963年（昭和38年） - 八戸市体育館が完成した。八戸市児童遊園地の運営が八戸市に移った。
- 1968年（昭和43年） - 十勝沖地震の影響で八戸タワーが倒壊した。
- 1972年（昭和47年） - 名称が長根総合運動公園（略称は長根運動公園）に変更された。長根野球場が完成した。
- 1985年（昭和60年） - 八戸市児童遊園地が閉鎖され（新八戸公園に移行）、跡地には八戸市武道館と八戸市弓道場が建てられた。
- 2003年（平成15年） - スピードスケートリンクで、アジア冬季競技大会のスピードスケート競技が開催された。
- 2005年（平成17年） - 名称が長根公園に再度変更された。
- 2013年（平成25年） - 長根公園再編プラン[2]最終報告書を公開。
- 2019年  (平成31年・令和元年）
  - 2月 - 野外スピードスケートリンクを廃止[1]。
  - 9月29日 - 長根屋内スケート場YSアリーナ八戸を開設[3]。

## 施設
- 八戸市大字売市輿遊下3 
  - 長根屋内スケート場（YSアリーナ八戸）
  - 野外スピードスケートリンク（営業終了） - かつて冷凍媒体としてフロンガスを利用していた[4]。2000年の八戸国体に合わせて改修した。八戸市民プールが中央に存在する。
  - アイスホッケーリンク
  - 八戸市民プール
  - 八戸市体育館
  - スポーツ研修センター
  - 長根野球場
  - 長根運動場
  - 桜木町グラウンド
- 八戸市大字糠塚字下屋敷9-1
  - 八戸市相撲場
  - 八戸市武道館
  - 八戸市弓道場

前身の施設
- 八戸市大字売市輿遊下3
  - 売市堤 - 冬季は天然のスケートリンクになった
  - 八戸タワー
- 八戸市大字糠塚字下屋敷9-1
  - 八戸市児童遊園地

## 施設再編計画
地域住民の憩いの場として提供されてきたものの、公園内にある施設の老朽化や八戸市などによる県立屋内スケート場の建設要望と並行する形で、公園全体の再編を行うことになった。また、八戸市緑の基本計画が2004年に発表され、運動公園からセントラルパークへの回帰も検討された。
具体的には、公園内に4つのゾーンに分類する方針。
- うるおいとやすらぎのゾーン
- 趣きと文化のゾーン
- 憩いと交流のゾーン
- 躍動とにぎわいのゾーン

短期・中期・長期の三段階における計画では、多数の施設が移転となるため、八戸市中心市街地に与える影響も懸念されている。
短期計画
- 屋内スケート場と隣接する大型駐車場の整備。
- 動線確保の模索（東口は部分整備、北口・南口・西口は全面整備）。
- 東口と更上閣口の間にある緩やかな傾斜地の整備。

中期計画
- 現在のスケート場の敷地に、芝生広場と四季の趣に合わせた森の暫定整備。

長期計画
- 現在の野球場とスケート場の敷地に広場・森・池を完全整備。
- 体育館を複合施設化。
- 武道館・弓道場の敷地における参画可能な工房と庭園の整備。

要約については以下の通り。
- スポーツ研修センターとスケート場は県立屋内スケート場に移転。
- 体育館は武道館のほかカフェやワークショップなどを入店した複合施設化。
- 野球場・弓道場・屋外プールは新運動公園に完全移設。

中期・長期の二段階における計画は体育館の複合施設化以外は事実上破棄された。

## 青森県立屋内スケート場問題
八戸市は青森県に対して県立屋内スケート場の建設を要望したものの、県側は財政事情や八戸戦争を理由に慎重な姿勢を崩さなかった。建設推進派だった田名部匡省の追及により積極財政を行っていた木村守男が知事の辞任に至り、県立屋内スケート場ではなくドクターヘリが重点要望に位置づけられた過去が遠因となっており、建設費用の一部を市で負担する必要があった。
なお、平成23年度青森県予算に調査費として2,251万円が計上された。また、2012年4月12日に八戸市が長根公園再編プラン検討委員会を立ち上げ、当日行われた会議で、全会一致で県立屋内スケート場の整備場所を長根運動場と桜木町グラウンドにまたがるエリアを候補地とし、4月24日の委員会で正式に候補地とすることを中間報告とした。県は2012年5月末をめどに「屋内スケート場整備構想検討会議」を発足させた。2013年2月には同会議が「屋内スケート場整備構想」を最終報告とした。